# Reményi Gyenes István
Reményi Gyenes István (eredeti neve: Gyenes István) (Kaposvár, 1909. február 24. – Budapest, 2001. május 28.) magyar újságíró, költő, író, műfordító, zenész.

## Életpályája
Szülei Gyenes Izsó zenetanár (1874–1961) és Reményi Irén voltak. 1927–1945 között banktisztviselőként dolgozott, közben hivatásos zenész (hegedű, szaxofon) volt. 1945–1949 között a Fényszóró, a Képes Figyelő, az Esti Szabad Szó újságírója volt. 1949–1976 között az Autó-Motor olvasószerkesztője és rovatvezetője volt. 1952-től az Opera Canada című folyóirat tudósítója volt. 1976-ban nyugdíjba vonult.

## Munkássága
Verseiből, sanzonjaiból irodalmi estek voltak az Irodalmi Színpadon, a rádióban, tv-ben stb. Nagy francia költők – Louis Aragon, Jacques Prévert, Jean-Paul Sartre, Jacques Gaucheron – megzenésített költeményeit, George Gershwin és egyéb világhírű dalok szövegeit fordította magyarra.

## Színházi munkái
A Színházi Adattárban regisztrált bemutatóinak száma: szerzőként: 2, műfordítóként: 40, dalszövegíróként: 2.

### Szerzőként
- Amikor Pest mesélni kezd (1961)
- 'Hotel Varieté' (1964)

### Műfordítóként
- Laurents: West Side Story (1969-1970, 1972, 1974, 1985, 1991)
- Sólem-Perl: Hegedűs a háztetőn (1973, 1985-1986, 1989-1990, 1992-1994, 1996-1997, 1999-2001, 2003-2006, 2008, 2010)
- Scserbakov: Nem bánok semmit sem! (Edith Piaf) (1974, 1977, 1983, 2002)
- Pataki Éva: Edith és Marlene (1986)
- Hamupipőke és még 11 híres mese; ford. Reményi Gyenes István; Tipegő, Bp., 1989
- Schubert-Horváth: Piaf Piaf (1998)
- Duró Győző: Párizs ege alatt (1999)

### Dalszövegíróként
- Vidor Miklós: Gershwin-rapszódia (1987)
- Gems: Piaf (1995)

## Művei

### Musicalek
- West Side Story
- Nem bánok semmit sem
- Hegedűs a háztetőn
- Edith és Marlene
- Piaf

### Könyvek
- Edith Piaf: Nem bánok semmit sem! (versillusztrációk, 1970, 1973)
- Granadától Segoviáig (irodalmi útinapló, 1972, 1974)
- Joséphine (Josephine Baker életrajza, 1980)
- Sanzonok hangján (versek, műfordítások, 1987)
- Ismerjük őket? Zsidó származású nevezetes magyarok arcképcsarnoka; Ex Libris, Bp., 1995
- Ismerjük őket? Zsidó származású nevezetes magyarok arcképcsarnoka; 2. jav., bőv. kiad.; Ex Libris, Bp., 1997
- Ismerjük őket? Zsidó származású nevezetes magyarok arcképcsarnoka; 3. átdolg., bőv. kiad.; Ex Libris, Bp., 2000

### Közlekedési szakkönyvek
- A gépjárművezetők kötelességei és jogai (1952, 1955, 1959)
- Vezess baleset nélkül! (1952)
- Autósoknak, motorosoknak (1965)
- A közúti szabálysértések (dr. Imre Ivánnal, 1970, 1982)

## Díjai, elismerései
- Aranytoll (1985)